# Magritte du cinéma 2023
De 12e uitreiking van de Magritte du cinéma vond plaats op 4 maart 2023 voor de Belgische Franstalige films uit 2021 en 2022. De uitreiking vond voor de eerste maal plaats in het Théâtre national Wallonie-Bruxelles te Brussel met Patrick Ridremont als gastheer en werd rechtstreeks uitgezonden op La Trois.
De genomineerden werden op 10 februari 2023 bekendgemaakt. De grote winnaars waren Close van Lukas Dhont met zeven prijzen en Bouli Lanners met drie prijzen.

## Winnaars en genomineerden
De winnaars staan bovenaan in vet lettertype.

### Beste film
- Nobody Has to Know van Bouli Lanners
  - Animals van Nabil Ben Yadir
  - La Ruche van Christophe Hermans
  - Rien à foutre van Julie Lecoustre en Emmanuel Marre
  - Tori et Lokita van Jean-Pierre en Luc Dardenne

### Beste regisseur
- Bouli Lanners - Nobody Has to Know
  - Nabil Ben Yadir - Animals
  - Julie Lecoustre en Emmanuel Marre - Rien à foutre
  - Jean-Pierre en Luc Dardenne pour Tori et Lokita

### Beste actrice
- Virginie Efira - Revoir Paris
  - Babetida Sadjo - Juwaa
  - Lucie Debay - Lucie perd son cheval
  - Lubna Azabal - Rebel

### Beste acteur
- Bouli Lanners - La Nuit du 12
  - Soufiane Chilah - Animals
  - Benoît Poelvoorde - Inexorable
  - Jérémie Renier - L'Ennemi
  - Aboubakr Bensaihi - Rebel

### Beste debuutfilm
- Rien à foutre van Julie Lecoustre en Emmanuel Marre
  - Aya van Simon Coulibaly Gillard
  - La Ruche van  Christophe Hermans
  - Yuku et la Fleur de l'Himalaya van Arnaud Demuynck en Rémi Durin

### Beste Vlaamse film
- Close van Lukas Dhont
  - Le otto montagne van Felix Van Groeningen en Charlotte Vandermeersch
  - Nowhere van Peter Monsaert
  - Rebel van Adil El Arbi en Bilall Fallah

### Beste buitenlandse film in coproductie
- La Nuit du 12 van Dominik Moll
  - À l'ombre des filles van Étienne Comar
  - Clara Sola van Nathalie Álvarez Mesén
  - Madeleine Collins van Antoine Barraud
  - Where Is Anne Frank van Ari Folman

### Beste actrice in een bijrol
- Émilie Dequenne - Close
  - Veerle Baetens - À l'ombre des filles
  - Anne Coesens - À la folie
  - Mara Taquin - Rien à foutre

### Beste acteur in een bijrol
- Igor Van Dessel - Close
  - Mehdi Dehbi - La Conspiration du Caire
  - Jérémie Renier - Novembre
  - Tijmen Govaerts - Tori et Lokita

### Beste jong vrouwelijk talent
- Sophie Breyer - La Ruche
  - Mara Taquin - La Ruche
  - Elsa Houben - Le Cœur noir des forêts
  - Joely Mbundu - Tori et Lokita

### Beste jong mannelijk talent
- Eden Dambrine - Close
  - Gianni Guettaf - Animals
  - Gustav De Waele - Close
  - Pablo Schils - Tori et Lokita

### Beste beeld
- Frank van den Eeden - Close
  - Manu Dacosse - Inexorable
  - Olivier Boonjing - Rien à foutre

### Beste scenario of bewerking
- Lukas Dhont - Close
  - Nabil Ben Yadir en Antoine Cuypers - Animals
  - Bouli Lanners - Nobody Has to Know
  - Julie Lecoustre en Emmanuel Marre - Rien à foutre

### Beste geluid
- François Aubinet, Mathieu Cox, Pierre Mertens, David Vranken en Philippe Van Leer - Animals
  - François Maurel, Olivier Mortier en Luc Thomas - La Nuit du 12
  - Marc Bastien, Thomas Gauder, Etienne Carton, Cameron Mercer en Philippe Van Leer - Nobody Has to Know

### Beste decor
- Eve Martin - Close
  - Paul Rouschop - Nobody Has to Know
  - Anna Falguères pour Rien à foutre

### Beste kostuums
- Prunelle Rulens - Rien à foutre
  - Manu Verschueren - Close
  - Élise Ancion - Nobody Has to Know

### Beste filmmuziek
- Hannes De Maeyer, Oum en Aboubakr Bensaihi - Rebel
  - Vincent Cahay - Inexorable
  - Fabian Fiorini - La Ruche

### Beste montage
- Nicolas Rumpl - Rien à foutre
  - Alain Dessauvage - Close
  - Ewin Ryckaert - Nobody Has to Know

### Beste korte film
- Ma gueule van Gregory Carnoli en Thibaut Wohlfahrt
  - Drame 71 van Guillaume Lion
  - Les huîtres van Maïa Descamps
  - Patanegra van Méryl Fortunat-Rossi

### Beste korte animatiefilm
- Câline van Margot Reumont
  - Grosse colère van Célia Tisserant en Arnaud Demuynck
  - Les grandes vacances van Vincent Patar en Stéphane Aubier
  - Les liaisons foireuses van Chloé Alliez en Violette Delvoye

### Beste korte documentaire
- Arbres van Jean-Benoît Ugeux
  - Dernier voyage au Laos van Manon Saysouk
  - Masques van Olivier Smolders
  - On la nomme la brûlure van Bénédicte Liénard en Mary Jimenez

### Beste documentaire
- Soy libre van Laure Portier
  - Dreaming Walls van Amélie van Elmbt en Maya Duverdier
  - I am Chance van Marc-Henri Wajnberg
  - L'Empire du silence van Thierry Michel
  - Petites van Pauline Beugnies

### Magritte d'honneur
- Agnès Jaoui

## Films met meerdere nominaties
De volgende films ontvingen meerdere nominaties:
| Nominaties | Film               | Gewonnen |
| ---------- | ------------------ | -------- |
| 10         | Close              | 7        |
| 9          | Rien à foutre      | 3        |
| 7          | Nobody Has to Know | 2        |
| 6          | Animals            | 1        |
| 5          | Tori et Lokita     |          |
| 5          | La Ruche           | 1        |
| 4          | Rebel              | 1        |
| 3          | La Nuit du 12      | 2        |
| 3          | Inexorable         |          |